# La Poudrière
Pour l’article homonyme, voir La Poudrière (école).
La Poudrière est un roman policier du duo d'auteurs Boileau-Narcejac, publié à la Librairie des Champs-Élysées en 1974.
Ce roman, un pastiche, met en scène le célèbre gentleman-cambrioleur Arsène Lupin.

## Résumé
Lors d'une balade en voiture à Paris en 1912, le prince Sernine, alias Arsène Lupin, sauve la comtesse Cécile de Marcuse de deux gaillards mal intentionnés. La jeune femme ne semble pas trop perturbée et lui raconte le roman d'amour entre l'archiduc Michel, fils du roi de Serbie, et de sa sœur cadette, chez qui elle se rend. Elle donne ensuite un faux nom et une fausse adresse et file à l'anglaise en pénétrant dans un immeuble qui possède une autre issue. Le prince, nullement démonté pour autant, décide de retrouver la jeune femme coûte que coûte pour lui remettre une fleur qu'elle a perdue dans la voiture.
Peu après, Lupin se rend à une soirée chez une baronne pour retrouver la mystérieuse jeune femme, mais s'y fait enlever, puis détenir par des geôliers qui parlent difficilement français. Quand il réussit à s'échapper, il tombe sur un cadavre et connaît une suite d'étranges situations qui épaississent singulièrement toute cette affaire. Il n'en faut pas plus pour piquer pour de bon la curiosité du gentleman-cambrioleur, d'autant qu'une jolie jeune femme est impliquée. Lupin va donc chercher à savoir qui sont exactement les deux groupes d'adversaires qu'il a repérés, et ce qu'ils recherchent avec tant d'énergie.

## Commentaire
Comme dans Le Secret d'Eunerville, Arsène Lupin prend en quelque sorte le rôle de l'enquêteur, car il veut prendre de vitesse d'autres malfrats, moins nobles que lui. Ganimard est évoqué, ainsi que Herlock Sholmès, mais seulement pour la forme, le célèbre héros mène complètement le bal. Comme Maurice Leblanc dans L'Aiguille creuse, les auteurs n'ont pas limité le but de Lupin à un simple larcin : dans La Poudrière, Lupin se bat pour préserver l'Europe de la guerre.

## Rééditions
- Le Livre de poche policier no 5224, 1979 ;
- Collection Le Masque no 1868, 1987 ;
- dans Arsène Lupin, vol. 4, Robert Laffont « Bouquins », 1992 ;
- Masque poche no 11, 2013.

## Sources bibliographiques
- Jean Tulard, Dictionnaire du roman policier : 1841-2005. Auteurs, personnages, œuvres, thèmes, collections, éditeurs, Paris, Fayard, 2005, 768 p. (ISBN 978-2-915793-51-2, OCLC 62533410), p. 580.
- Claude Mesplède (dir.), Dictionnaire des littératures policières, vol. 2 : J - Z, Nantes, Joseph K, coll. « Temps noir », 2007, 1086 p. (ISBN 978-2-910-68645-1, OCLC 315873361).